# ناو دو گرس
ناو د گرس (به انگلیسی: French cruiser De Grasse) یک کشتی بود که طول آن ۱۹۹٫۳ متر (۶۵۳ فوت ۱۰ اینچ) بود. این کشتی  در سال ۱۹۴۶ ساخته شد.